# Кінабалу
6°05′00″ пн. ш. 116°33′00″ сх. д. / 6.08333° пн. ш. 116.55000° сх. д.
Кінабалу (малай. Gunung Kinabalu) — четверта за висотою гора Південно-Східної Азії, висота — 4095 метрів, у гірському хребті Крокер. Розташована на території національного парку Кінабалу (входить до списку Всесвітньої спадщини ЮНЕСКО) на сході Малайзії в штаті Сабах, розташованого на острові Калімантан, серед тропічних джунглів.

## Флора та фауна

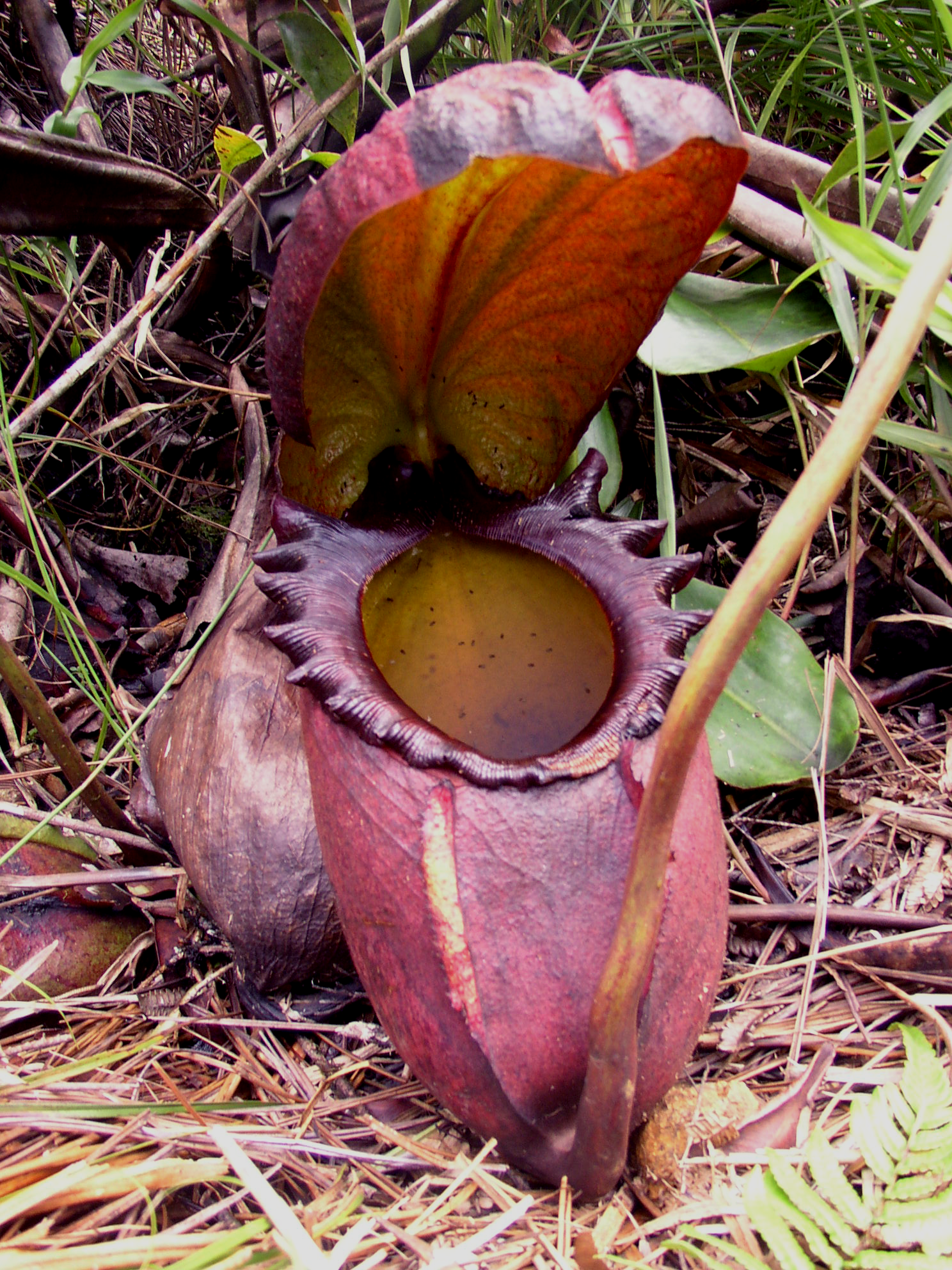
Великий нижній глек Непентес Раджа

Національний парк Кінабалу відомий винятковим біологічним розмаїттям та високою часткою ендеміків серед організмів, що його населяють. Наприклад, лише родина орхідних представлена восьмьюстами видами, а серед шестисот видів папоротей п'ятдесят ростуть лише в парку Кінабалу.
Останнім часом відомо близько дванадцяти видів ендемічних кільчастих хробаків, ендемічна білозубка Crocidura baluensis.
У парку спостерігається 326 видів птахів, близько сотні видів ссавців, у тому числі чотири види людиноподібних мавп, включаючи орангутанів.
Девіз: англ. Take nothing but photographs. Leave nothing but footprints. Keep nothing but memories (переклад: «Робіть лише фотознімки; залиште лише сліди ніг; заберіть лише спогади»).

## Геологічна характеристика
Кінабалу — дуже молода, в геологічному масштабі часу, гора. Продовжує підніматися зі швидкістю близько п'яти міліметрів на рік. Складена гранітами. На формування рельєфу великий вплив зробило заледеніння в епоху плейстоцену.

## Назва вершин гори Кінабалу
- Пік сера Г'ю Лоу (Low's Peak, 4095,2 метра)
- Святого Іоанна (St John Peak, 4090,7 метрів, закрита для відвідувачів)
- Вуха Осла (Donkey Ears Peak, 4055 метрів)
- Тунку Абдул Рахман (Tunku Abdul Rahman)
- Потворна Сестра (Ugly Sister Peak, 4032 метра)
- Король Едвард (King Edward Peak)
- Пік Олександра (Alexandras Peak, 4033 метра)
- Південний Пік (South Peak, 3933 метра)

## Туризм
Сходження на гору Кінабалу відбувається, зазвичай, у два етапи: підйом з 8 ранку і до 17.00 дня на висоту 3300 метрів до ночівлі Лабан Рата (Laban Rata). Другий етап — сходження на вершину 4095 метрів, з 2.30 ночі до 4.00 ранку, щоб зустріти світанок над островом Борнео.
Спуск з вершини Кінабалу можна здійснювати за системою віа феррата.
Світовий Гірський Забіг на гору Кінабалу (англ. The World's Toughest Mountain Race) проводиться щорічно в останні суботу та неділю жовтня місяця. Учасники гонки повинні якнайшвидше піднятися на висоту 4095 метрів та спуститися вниз. У забігу 24 і 25 жовтня 2009 року взяла участь більше 400 легкоатлетів. Загальна протяжність маршруту вгору і вниз становить 21 кілометр.
Рекордний час 2008 року біля іспанця Agustu Roc Amador — 2:00 44 хвилини і 47 секунд.

## Галерея

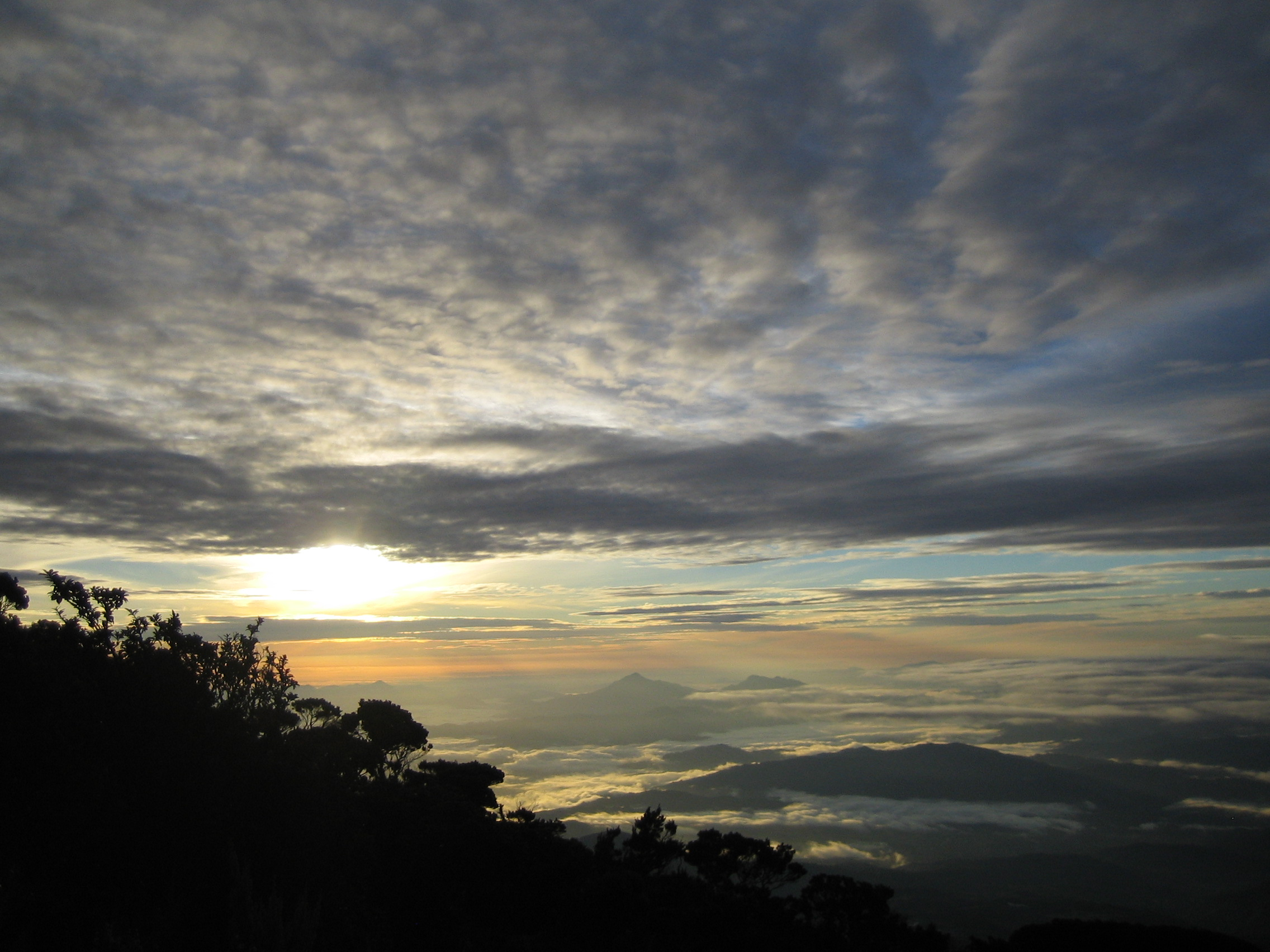
Вид з гори
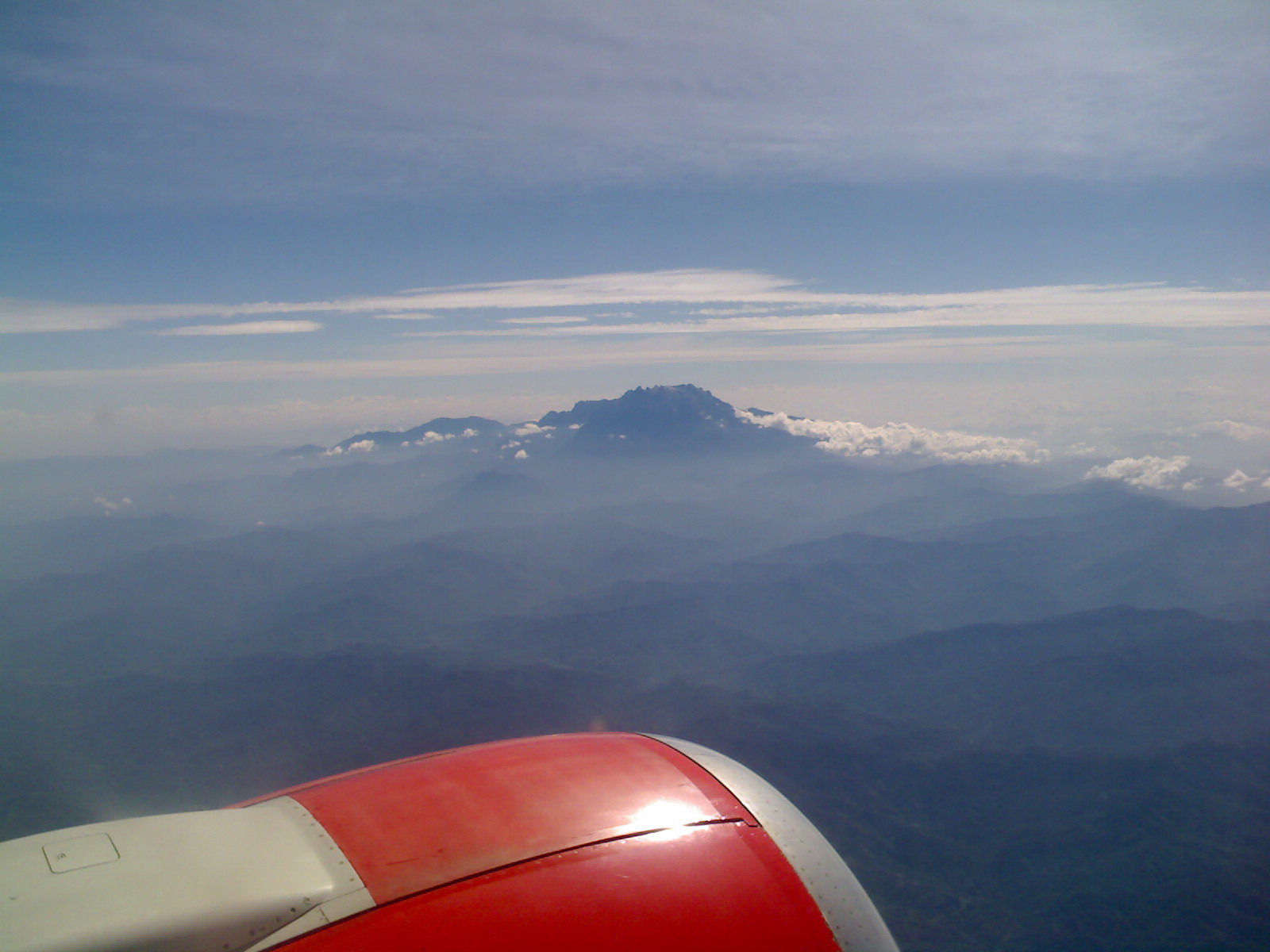
Вид з літака на східний берег Сабаха
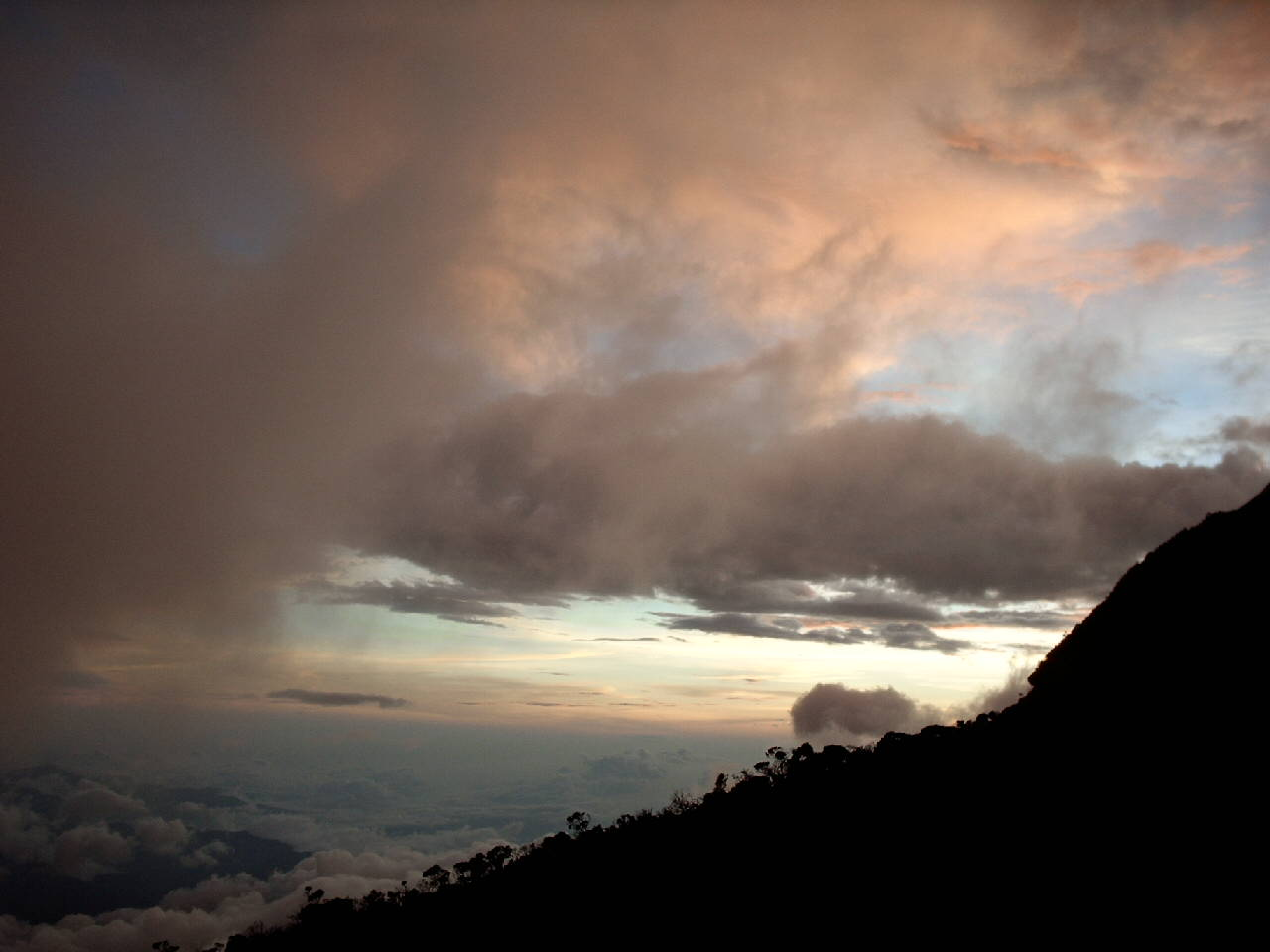
Горизонт
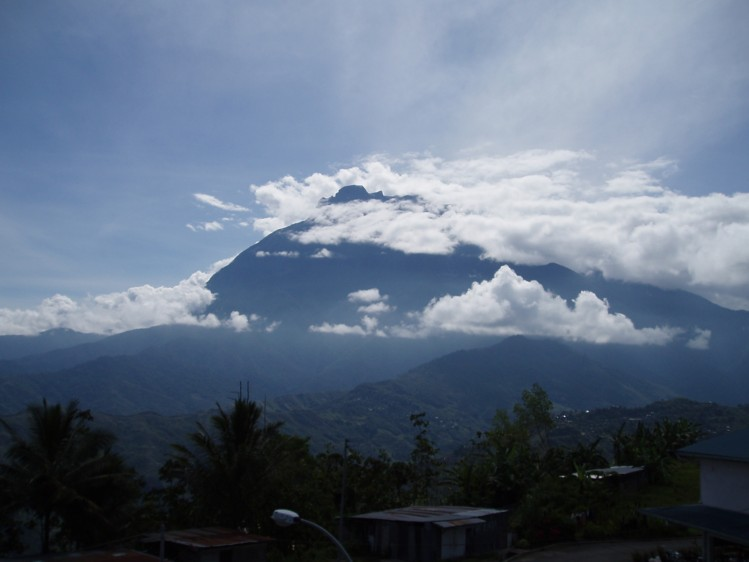
Вид гори з Порінга[en]
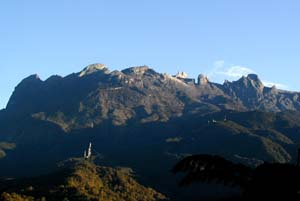
Телекомунікаційна вишка на горі
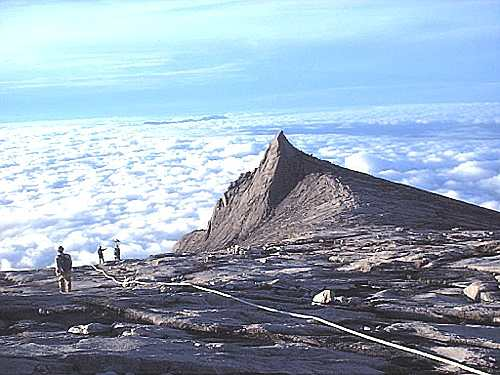
Вид з плато гори Кінабалу
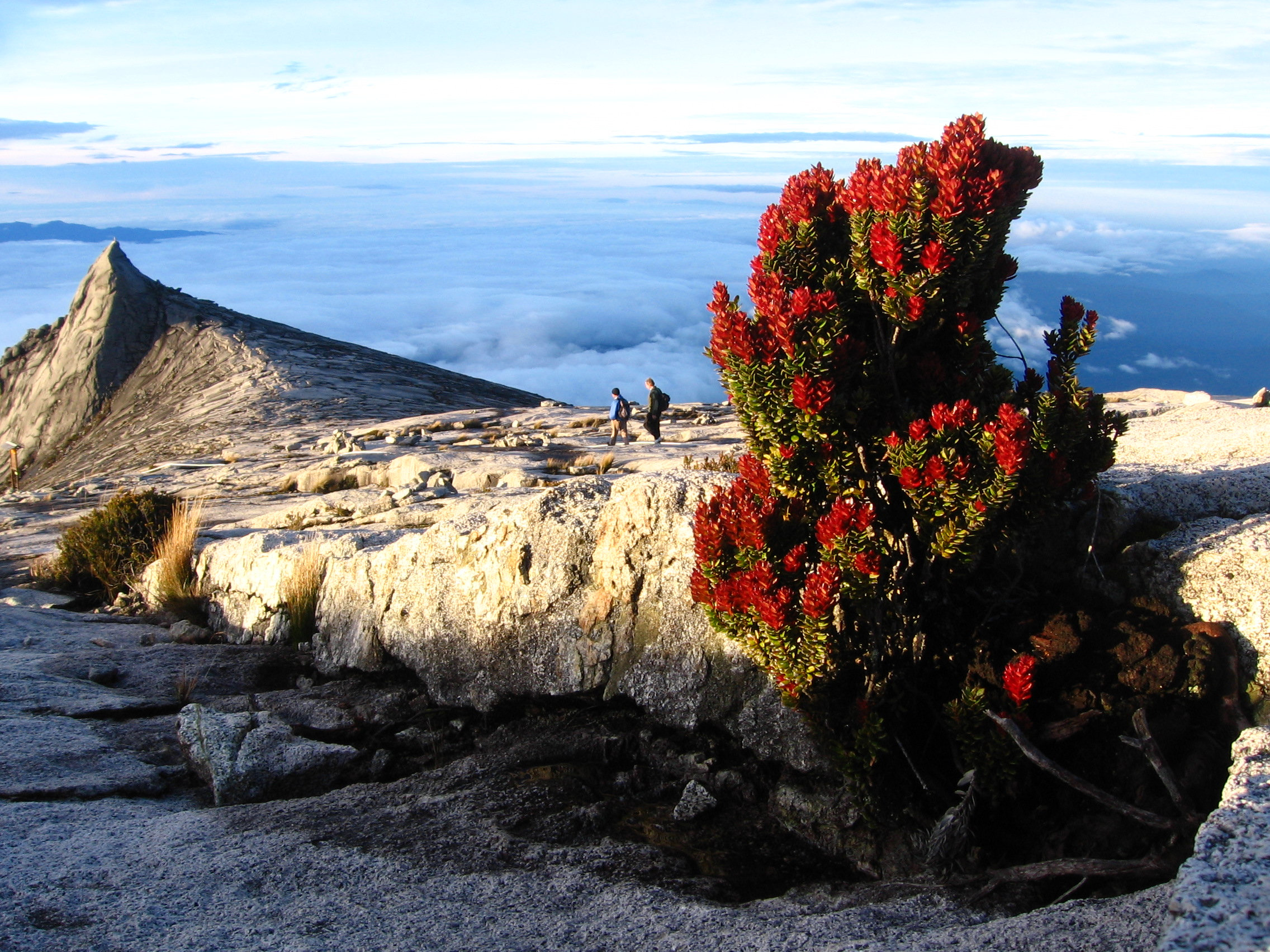
Вид з плато після сходу
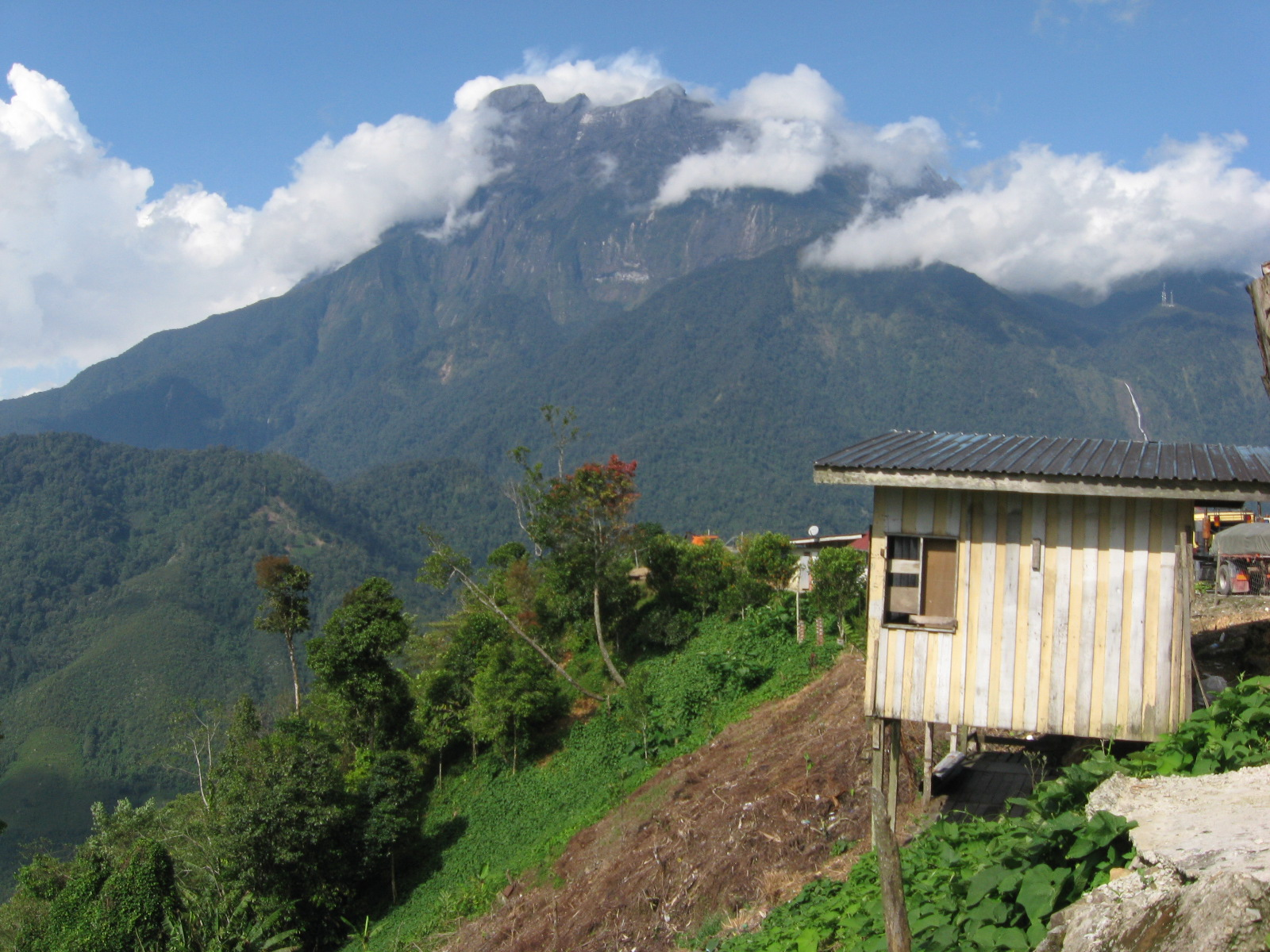
Вид з маршруту між Кота-Кінабалу та Сандаканом